# Landschaftsschutzgebiet Prierberg

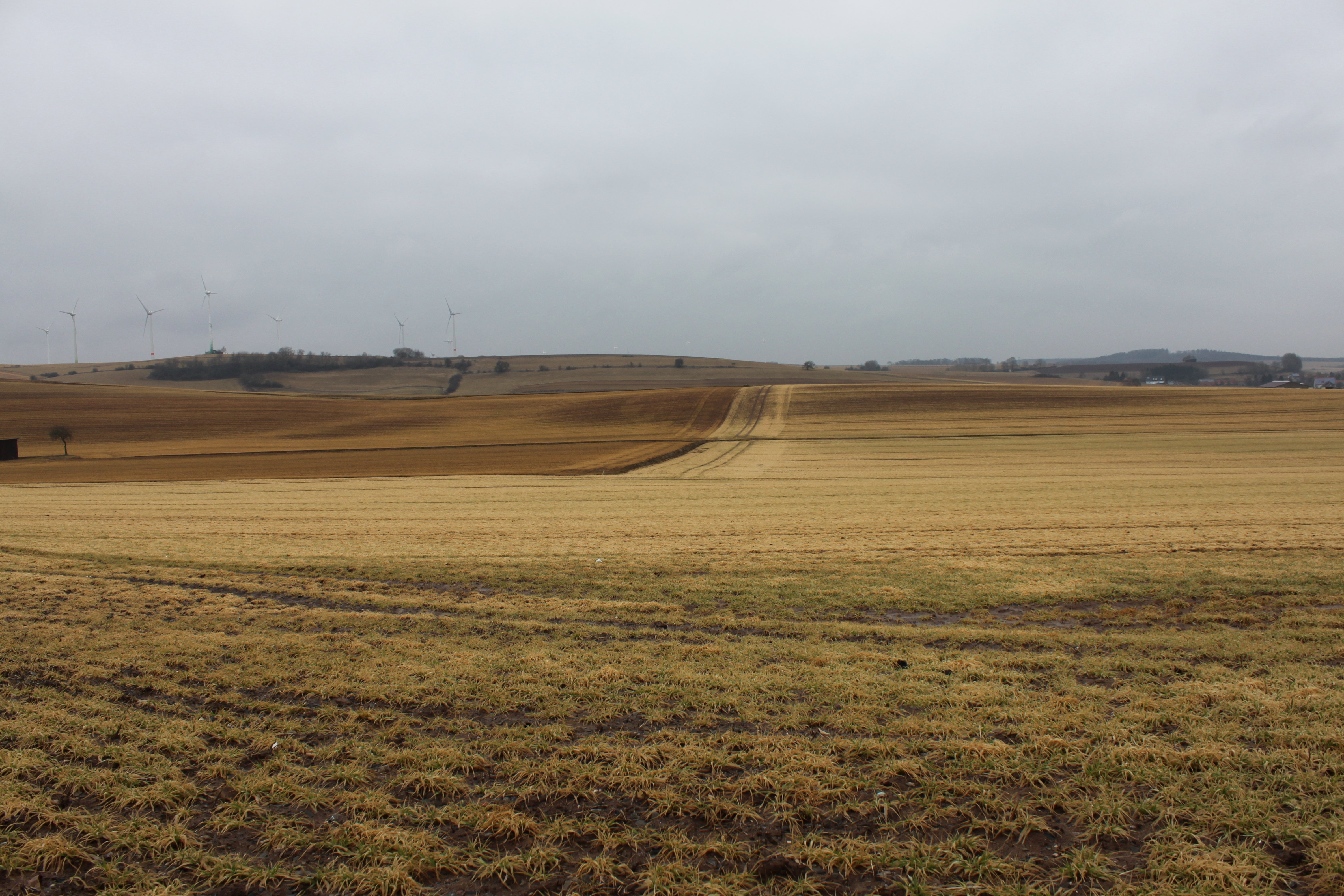
Landschaftsschutzgebiet Prierberg im Hintergrund, vorne Landschaftsschutzgebiet Freiflächen westlich Udorf

Das Landschaftsschutzgebiet Prierberg mit 25,88 ha liegt im Stadtgebiet von Marsberg und im Hochsauerlandkreis. Das Gebiet wurde 2008 mit dem Landschaftsplan Marsberg durch den Kreistag des Hochsauerlandkreises als Landschaftsschutzgebiet (LSG) ausgewiesen. Das LSG wurde als Landschaftsplangebiet vom Typ B, Ortsrandlagen, Offenland- und Kulturlandschutz, ausgewiesen. Es liegt nördlich Udorf und geht bis an Landesgrenze von NRW.

## Beschreibung
Im LSG liegt der südliche Bereich des Prierberges. Am Unterhang ist überwiegend als Ackerland. Zur flachgründigen Kuppe liegt Grünland. Das LSG durch einige Geländekanten und eine kleine Siepenmulde mit lockerem Feldgehölzbewuchs gegliedert. Südwestlich der Prierberg-Kuppe liegt mit im LSG ein LB.

## Schutzzweck
Die Ausweisung erfolgte zur Sicherung der Vielfalt und Eigenart der Landschaft im Nahbereich der Ortslagen und der alten landwirtschaftlichen Vorranggebiete durch Offenhaltung. Ferner wegen der besonderen Bedeutung für die Erholung.

## Rechtliche Vorschriften
Wie in den anderen Landschaftsschutzgebieten im Stadtgebiet besteht im LSG ein Verbot, Bauwerke zu errichten. Vom Verbot ausgenommen sind Bauvorhaben für Gartenbaubetriebe, Land- und Forstwirtschaft. Die Untere Naturschutzbehörde kann Ausnahme-Genehmigungen für Bauten aller Art erteilen. Wie in den anderen Landschaftsschutzgebieten vom Typ B in Meschede besteht im LSG ein Verbot der Erstaufforstung und Weihnachtsbaum-, Schmuckreisig- und Baumschul-Kulturen anzulegen. Es besteht das Gebot das LSG durch landwirtschaftliche Nutzung oder geeignete Pflegemaßnahmen von Bewaldung frei zu halten.